# Benigna
Benigna ist ein weiblicher Vorname, der aus der Wortzusammensetzung „benignus“ = gutartig und gütig stammt. Er wird vom lateinischen „benignitas“ = Güte, Milde oder Gutartigkeit abgeleitet. Die männliche Form ist Benignus.

## Namensträgerinnen
- Benigna von Springiersbach († vor 1107), auch bezeichnet als Benigna de Duna oder Benigna von Daun, Gründerin des Klosters Springiersbach
- Hl. Benigna († um 1241), polnische Nonne und Märtyrerin[1]
- Maria Benigna Franziska von Sachsen-Lauenburg (1635–1701), durch Heirat Fürstin Piccolomini und Herzogin von Amalfi
- Benigna Schultzen, Angeklagte in einem von 1699 bis 1711 währenden Hexenprozess
- Benigna Marie Reuß zu Ebersdorf (1695–1751), Gräfin Reuß von Lobenstein aus der Linie Ebersdorf und deutsche Kirchenlieddichterin
- Benigna Justine von Watteville (1725–1789), deutsche Missionarin der Herrnhuter Brüdergemeine
- Benigna von Krusenstjern (* 1947), deutsche Historikerin
- Benigna Schönhagen (* 1952), deutsche Historikerin
- Benigna Munsi (* 2002), deutsch-indisches Nürnberger Christkind 2019/2020